# Campionati europei di nuoto in vasca corta 2010 - 200 metri dorso femminili
Le qualifiche per la finale si sono svolte la mattina del 28 novembre 2010, mentre la finale si è svolta la sera dello stesso giorno.

## Medaglie
| Posizione | Atleta                | Paese       |
| --------- | --------------------- | ----------- |
| Oro       | Duane Da Rocha Marce  | Spagna      |
| Argento   | Sharon Van Rouwendaal | Paesi Bassi |
| Bronzo    | Daryna Zevina         | Ucraina     |

## Record
Prima della manifestazione il record del mondo (RM), il record europeo (EU) e il record dei campionati (RC) erano i seguenti.
| Record mondiale       | 2:00.18 | Shiho Sakai Giappone           | 14 novembre 2009 Berlino, Germania       |
| Record europeo        | 2:00.91 | Elizabeth Simmonds Regno Unito | 18 dicembre 2009 Manchester, Regno Unito |
| Record dei campionati | 2:02.36 | Alexandra Putra Francia        | 14 dicembre 2008 Fiume, Croazia          |

Durante la competizione non sono stati migliorati record.

## Risultati batterie
| Pos. | Atleta                  | Nazionalità | Tempo       | Batteria    | Corsia      | Note        |
| ---- | ----------------------- | ----------- | ----------- | ----------- | ----------- | ----------- |
| 1    | Sharon Van Rouwendaal   | Paesi Bassi | 2:06.64     | 2           | 2           |             |
| 2    | Alexandra Putra         | Francia     | 2:07.04     | 4           | 7           |             |
| 3    | Duane Da Rocha Marce    | Spagna      | 2:07.19     | 3           | 6           |             |
| 4    | Wendy Van Der Zanden    | Paesi Bassi | 2:07.21     | 4           | 2           |             |
| 5    | Pernille Larsen         | Danimarca   | 2:07.70     | 2           | 4           |             |
| 6    | Kimberly Buys           | Belgio      | 2:07.73     | 4           | 6           |             |
| 7    | Daryna Zevina           | Ucraina     | 2:07.75     | 2           | 5           |             |
| 8    | Simona Baumrtova        | Rep. Ceca   | 2:08.03     | 4           | 3           |             |
| 9    | Anja Carman             | Slovenia    | 2:08.33     | 4           | 5           |             |
| 10   | Jenny Mensing           | Germania    | 2:08.34     | 3           | 4           |             |
| 11   | Lydia Morant Varo       | Spagna      | 2:08.52     | 3           | 5           |             |
| 12   | Cloe Credeville         | Francia     | 2:08.61     | 3           | 2           |             |
| 13   | Rachel Lefley           | Regno Unito | 2:08.64     | 3           | 7           |             |
| 14   | Melanie Nocher          | Irlanda     | 2:08.79     | 3           | 3           |             |
| 15   | Elena Gemo              | Italia      | 2:09.98     | 2           | 6           |             |
| 16   | Ksenia Moskvina         | Russia      | 2:10.54     | 4           | 4           |             |
| 17   | Ekaterina Avramova      | Bulgaria    | 2:10.62     | 2           | 7           |             |
| 18   | Alexandra Papusha       | Russia      | 2:10.75     | 4           | 1           |             |
| 19   | Marie Jugnet            | Francia     | 2:11.50     | 1           | 6           |             |
| 20   | Lenka Jarosova          | Rep. Ceca   | 2:11.88     | 2           | 3           |             |
| 21   | Sarah Rolko             | Lussemburgo | 2:12.79     | 3           | 8           |             |
| 22   | Aisling Cooney          | Irlanda     | 2:12.91     | 3           | 1           |             |
| 23   | Alzbeta Rehorkova       | Rep. Ceca   | 2:13.08     | 1           | 5           |             |
| 24   | Danielle Carmen Villars | Svizzera    | 2:14.83     | 4           | 8           |             |
| 25   | Alina Vats              | Ucraina     | 2:15.20     | 1           | 3           |             |
| 26   | Matea Samardžić         | Croazia     | 2:15.41     | 1           | 4           |             |
| 27   | Kaetlin Sepp            | Estonia     | 2:15.78     | 2           | 1           |             |
|      | Anni Alitalo            | Finlandia   | non partita | non partita | non partita | non partita |

## Finale
| Pos. | Atleta                | Nazionalità | Tempo   | Corsia | Note |
| ---- | --------------------- | ----------- | ------- | ------ | ---- |
|      | Duane Da Rocha Marce  | Spagna      | 2:03.97 | 3      |      |
|      | Sharon Van Rouwendaal | Paesi Bassi | 2:04.13 | 4      |      |
|      | Daryna Zevina         | Ucraina     | 2:05.08 | 1      |      |
| 4    | Alexandra Putra       | Francia     | 2:06.25 | 5      |      |
| 5    | Simona Baumrtova      | Rep. Ceca   | 2:06.45 | 8      |      |
| 6    | Wendy Van Der Zanden  | Paesi Bassi | 2:06.63 | 6      |      |
| 7    | Pernille Larsen       | Danimarca   | 2:06.92 | 2      |      |
| 8    | Kimberly Buys         | Belgio      | 2:07.80 | 7      |      |